# جرج (آیووا)
جرج (به انگلیسی: George) شهری در ایالت آیووا کشور ایالات متحده آمریکا است که جمعیت آن در سرشماری سال ۲۰۱۰ میلادی، ۱٬۰۸۰ نفر بوده‌است.